# Elsie Uwamahoro
Elsie Uwamahoro, née le 23 octobre 1988, est une nageuse burundaise. Elle a participé à trois éditions des Jeux olympiques (2008, 2012 et 2016), sur ses distances de prédilection, le 100 mètres nage libre et le 50 mètres nage libre.